# Pachyseris gemmae
Pachyseris gemmae är en korallart som beskrevs av Nemenzo 1955. Pachyseris gemmae ingår i släktet Pachyseris och familjen Agariciidae. IUCN kategoriserar arten globalt som nära hotad. Inga underarter finns listade i Catalogue of Life.